# Sławomir Dąbrowa
Sławomir Antoni Dąbrowa (ur. 13 lutego 1938 w Sulejowie, zm. 16 czerwca 2020 w Warszawie) – polski prawnik i dyplomata, ambasador w Szwecji (1987–1990), Jugosławii (1996–2001) i Bułgarii (2003–2006), wiceminister spraw zagranicznych (2002–2003).

## Życiorys
Syna Antoniego i Mirosławy. W 1960 ukończył studia w zakresie prawa międzynarodowego publicznego w Szkole Głównej Służby Zagranicznej w Warszawie. W 1963 uzyskał stopień doktora nauk prawnych na Uniwersytecie Mikołaja Kopernika w Toruniu, a w 1974 stopień doktora habilitowanego nauk prawnych na Uniwersytecie im. Adama Mickiewicza w Poznaniu.
Od 1960 pracował w dyplomacji. Początkowo był radcą w Departamencie Prawno-Traktatowym Ministerstwa Spraw Zagranicznych. W latach 1966–1970 był II i I sekretarzem ds. prawnych Misji Polskiej przy ONZ w Genewie. Po powrocie do Polski objął funkcję naczelnika Wydziału Prawa Międzynarodowego w Departamencie Prawno-Traktatowym, a w 1973 został wicedyrektorem Departamentu Studiów i Programowania. Od 1975 był ambasadorem i przewodniczącym polskiej delegacji na rokowania rozbrojeniowe w Wiedniu. W latach 1977–1979 ponownie pełnił funkcję wicedyrektora Departamentu Studiów i Programowania.
Od 1979 do 1981 pracował w Ambasadzie PRL w Paryżu jako radca-minister pełnomocny, a powrocie do centrali MSZ objął kierownictwo Departamentu Studiów i Programowania. W 1987 przewodniczył polskiej delegacji na wiedeńską Konferencję Bezpieczeństwa i Współpracy w Europie. W tym samym roku objął funkcję Ambasadora PRL w Szwecji.
W latach 1990–1992 był wicedyrektorem Departamentu Planowania i Analiz, a w latach 1992–1993 wicedyrektorem Departamentu Instytucji Europejskich MSZ. Od 1993 do 1994 był zastępcą i p.o. szefa misji KBWE w Mołdawii, po czym powrócił na stanowisko wicedyrektora Departamentu Instytucji Europejskich. W 1994 pełnił funkcję zastępcy szefa misji OBWE na Ukrainie oraz kierownika Biura OBWE w Symferopolu. W 1996 reprezentował Polskę w Komitecie Wyższych Urzędników Rady Państw Morza Bałtyckiego oraz pełnił funkcję Krajowego Koordynatora Inicjatywy Środkowoeuropejskiej.
Od 1996 kierował jako ambasador polską placówką dyplomatyczną w Belgradzie. Po powrocie do kraju w styczniu 2002 otrzymał nominację na stanowisko podsekretarza stanu w MSZ. W latach 2003–2006 był ambasadorem RP w Bułgarii. Na koniec kadencji w listopadzie 2006 odznaczony został Orderem Starej Płaniny II stopnia.
Autor m.in. książki Ludność cywilna w konfliktach zbrojnych (1974). Był wykładowcą prawa międzynarodowego, stosunków międzynarodowych, politologii i polityki zagranicznej. Od 1960 był członkiem Polskiej Zjednoczonej Partii Robotniczej. Znał cztery języki obce.
Pochowany na starym cmentarzu rzymskokatolickim w Piotrkowie Trybunalskim.